# 스트로스첵
《스트로스첵》(Stroszek)은 독일(구 서독)에서 제작된 베르너 헤어조크 감독의 1977년 코미디, 드라마 영화이다. 브루노 S. 등이 주연으로 출연하였다.

## 출연

### 주연
- 브루노 S.
- 에바 마테스
- 윌헴 본 홈버그

### 조연
- 버크하드 드라이스트
- 알프레드 에델
- 마이클 가르